# Gibson EDS-1275

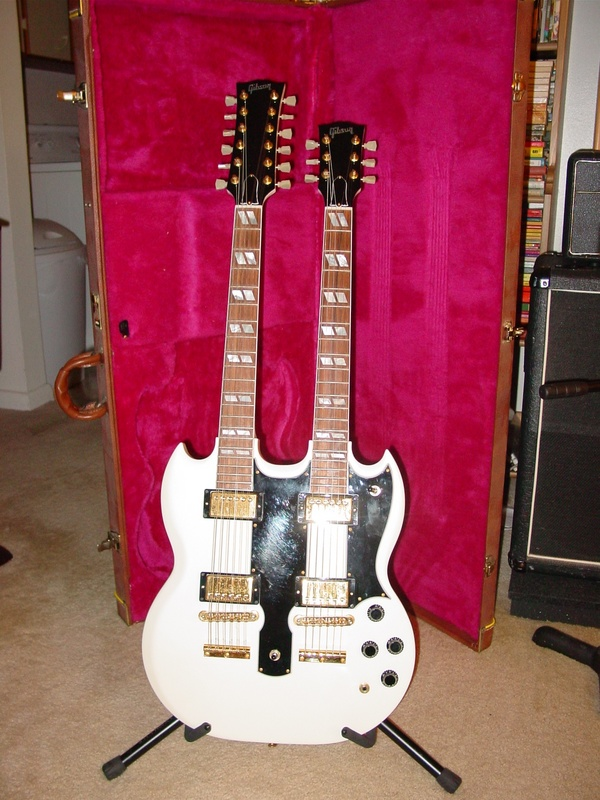
Gibson EDS-1275

Gibson EDS-1275 é uma guitarra Gibson de braço duplo lançada em 1963 e ainda em produção. Popularizada por músicos de jazz e rock, foi considerada "a guitarra mais legal do rock".

## História
Os modelos originais, produzidos entre 1958 e 1962, eram basicamente dois braços num corpo só, similar ao modelos ES-175, estes modelos são bem raros. Em 1962, a EDS-1275 foi transformada numa guitarra sólida lembrando o modelo SG; esta versão da guitarra de dois braços é a mais comum e a mais conhecida entre os guitarristas e colecionadores. Um fato interesante é que Rickenbacker é normalmente creditado por desenvolver a primeira produção de modelos de guitarra com 12-cordas em 1963, a EDS-1275, que tem um braço de 12-cordas, foi colocada em produção em 1958, 5 anos antes do modelo de Rickenbackers. 
A guitarra tem dois botões de controles de volume e tom, um hardware cromado; o braço tem 24¾ polegadas, o corpo é feito de mogno. O modelo final da guitarra EDS-1275 foi feito em cereja para Jimmy Page, também é feito em branco alpino (com hardware dourado), e marrom (com hardware dourado ou cromado)
A Gibson parou de fazer esta guitarra nos anos 80 e não voltou a fazer até o começo dos anos 90, agora, marcando o numero de série atrás do headstock do braço de 6-cordas e não mais no de 12-cordas.
A EDS-1275 agora só esta disponível nas cores cereja ou branco alpino pela Gibson Custom Shop e não é mais um modelo produzido regularmente.
Epiphone (subordinada de baixo-custo da Gibson) faz uma cópia da doubleneck, vendendo-a como o modelo G-1275.
Os modelos da Gibson e Epiphone variaram algumas vezes a posição do Tailpieces, o problemas era que os tailpieces eram altos, com isto ficava difícil achar cordas longas o suficiente para alcançar as tarraxas no headstock de 12-cordas.

## Guitarristas famosos por usarem a EDS-1275
- Alex Lifeson
- Jimmy Page

- Don Felder
- Slash
- Bob Dylan
- James Hetfield
- Steve Vai
- Zakk Wylde
- Tom Morello
- Richie Sambora
- Pete Townshend